# Distretto di Mueang Nong Bua Lam Phu
Il distretto di Mueang Nong Bua Lam Phu (in thailandese: เมืองหนองบัวลำภู) è un distretto (amphoe) della Thailandia, situato nella provincia di Nong Bua Lamphu, della quale è il capoluogo.